# 福田卓郎
福田卓郎（ふくだ たくろう、1961年5月16日 - ）は、日本の脚本家、演出家。愛媛県(旧・伊予三島市)四国中央市出身。アンドリーム所属。

## 人物・来歴
日本大学芸術学部映画学科監督コース卒業。在学中から映画、演劇活動を開始し、脚本や演出を手掛ける。
卒業後は東宝演劇演出部に入社。
1987年に福田自身が主宰する「劇団疾風DO党」を結成。これに伴い東宝を退社する。2002年、劇団をDotoo!（ドトォ!）と改名。
1988年に、コピーライターとしてラジオCM「うちのお母さん」（ライオン）でACC最優秀スポットCM賞ラジオ部門民放祭優秀賞を受賞する。
1991年にシナリオライターとして、映画『就職戦線異状なし』でデビュー。その後、映画、テレビ、ラジオ、舞台の脚本、演出を多数手掛ける。
2000年より日本大学芸術学部映画学科にて講師を務めている。

## 脚本作品

### 映画
- 就職戦線異状なし（1991年）
- トイレの花子さん（1995年）
- LEVEL
- 機関車先生（1997年）
- ベル・エポック（1998年）
- GLOW 僕らはここに（2000年）
- Jam FilmsS（2004年）
- 僕らのワンダフルデイズ（2009年）
- 愛を積むひと（2015年）
- Mr.マックスマン（2015年）
- 仮面ライダーシリーズ
  - 劇場版 仮面ライダーゴースト 100の眼魂とゴースト運命の瞬間（2016年）
  - 劇場短編 仮面ライダーセイバー 不死鳥の剣士と破滅の本（2020年）
- Bros.マックスマン（2017年）
- N.Y.マックスマン（2018年）
- ふたつの昨日と僕の未来（2018年）
- TELL ME ～hideと見た景色～(2022年)

### テレビ
- しんドラ「正義のサラリーマン」「東京天使」 日本テレビ
- Shin-D「……とするとさしずめこれはサンタの贈り物」「亀中教師御一行様」 日本テレビ
- 東芝日曜劇場「闘いたい男たち」 TBS
- 月曜ドラマスペシャル「親子弁護士の探偵帖」パート1・2「わんちゃ夫婦」 TBS
- 「女検事の報復」 テレビ朝日
- 日曜ドラマハウス「姿なき訪問者」 フジテレビ
- 世にも奇妙な物語「おまじない」「ボールペン」 フジテレビ
- 金曜エンタテイメント「刑事で悪いか!?」「ダブルカップル探偵」「心霊スポットツアー殺人事件」「嫁姑ドクターの事件カルテ」 フジテレビ
- 女と愛とミステリー「伊豆・金澤犀賀焼殺人事件」 テレビ東京
- 映画みたいな恋したい 「アンタッチャブル」「泥棒成金」「インディー・ジョンズ老神の伝説」「あの夏君を忘れない」 テレビ東京
- 恋、した。「ギムレットの夜」 テレビ東京
- コールMe「AIKATA」 テレビ東京
- 私、味方です（1995年）TBS
- 中学生日記35周年記念スペシャル「自分くずし」 NHK
- 愛犬ロシナンテの災難（2001年）日本テレビ
- トリック2（2002年） テレビ朝日
- ゆうれい貸します（2003年） NHK
- こちら本池上署3・4・5 TBS
- ヴァンパイアホスト（2004年） テレビ東京
- 富豪刑事（2005年） テレビ朝日
- 幸福2020（2005年） NHK
- 京都南署鑑識ファイル1・3 テレビ朝日
- 特命!刑事どん亀（2006年） TBS
- ウルトラマンマックス（2005年-2006年） TBS
- ママはバレリーナ（2005年-2006年） TBS
- 富豪刑事デラックス（2006年） テレビ朝日
- 百鬼夜行抄（2007年） 日本テレビ
- ULTRASEVEN X（2007年） TBS
- 結婚詐欺師（2007年） WOWOW
- 4姉妹探偵団（2008年） テレビ朝日
- その男、副署長（2007-2009年） テレビ朝日
- 横山秀夫サスペンス「18番ホール」（2010年） WOWOW
- 警部補 矢部謙三（2010年） テレビ朝日
- ホンボシ〜心理特捜事件簿〜（2011年） テレビ朝日
- 水戸黄門（2011年） TBS
- 捜査地図の女（2012年） テレビ朝日
- 警部補矢部謙三2（2013年） テレビ朝日
- 水曜ミステリー9「レアケース 生活保護課の殺人事件簿」（2014年） テレビ東京
- おしりかじり虫 第2・3・4シーズン（2013 - 2015年）NHK-BSプレミアム
- Let's天才てれびくん 奈良篇 石川篇  長野篇 東京編（2014年）NHK
- トクボウ 警察庁特殊防犯課（2014年） 読売テレビ
- 水曜ミステリー9「負け組法律事務所」（2015年） テレビ東京
- 金曜プレミアム 山村美紗サスペンス『赤い霊柩車35 黒の審判』（2015年） フジテレビ
- 僕らプレイボーイズ 熟年探偵社（2015年）テレビ東京
- 仮面ライダーシリーズ（テレビ朝日）
  - 仮面ライダーゴースト（2015年 - 2016年）
  - 仮面ライダーセイバー（2020年 - 2021年）
- 金曜プレミアム 山村美紗サスペンス『赤い霊柩車36 惻隠の誤算』』（2016年） フジテレビ
- 土曜ワイド劇場『検事・朝日奈耀子（18）医師＆検事〜2つの顔を持つ女！』
- ミステリースペシャル『特殊犯罪課・花島渉 〜絶対に失敗しない最強の交渉人！〜』テレビ朝日
- 『警部補 矢部謙三〜人工頭脳(ZUNOU)VS人工頭毛(ZUMOU)〜』
- 連続ドラマＪ『噂の女』（2018年）BSジャパン
- 連続ドラマ『あなたには渡さない』（2018年）テレビ朝日
- クロステイル 〜探偵教室〜（2022年）東海テレビ

### 配信ドラマ
- 仮面ライダーシリーズ
  - 仮面ライダーセイバー×ゴースト（2021年）
  - 仮面ライダースペクター×ブレイズ（2021年）

### オリジナルビデオ
- 仮面ライダーシリーズ
  - ゴースト RE:BIRTH 仮面ライダースペクター（2017年）
  - 仮面ライダーセイバー 深罪の三重奏（2022年）[2]

### ラジオ
- NHKFMシアター - 「コネコにコバン」「笑え！」「僕が帰れない理由」「BACK TO THE “坊っちゃん”」「海を渡るさぬきブルース」「永遠のホームページ〜最愛なる者へ〜」 「みかん畑のロボットZERO」「マウンド」「12歳の成人式」「黒潮の流れのままに」
- NHK青春アドベンチャー - 「くたばれビジネスボーグ」「アドリア海の復讐」「平成トムソーヤー」「三銃士」「夏への扉」「ロストワールド」「着陸拒否」「エドモンたちの島」「放課後はミステリーとともに」「93番目のキミ」「探偵部への挑戦状」「クリスマスの幽霊」
- NHKラジオ第１「“耳で楽しむ”藤子・Ｆ・不二雄の世界」
- FM東京 - ON THE WAY COMEDY 道草、三ツ矢サイダーショートストーリー 「キミの笑顔」、ラジオ劇団『小さな奇跡』

### 漫画原作
- 『姫戦争-ひめいくさ-』（漫画・佐伯かよの）

### 戯曲
- 間夜中のGOODMORNING!
- LOW BUDGET
- 仰げば尊し
- おいないさん
- お産と遺産
- みえちゃったりする
- 憂いも辛いもいろはにほへと
- キネマの神さま
- あるジーサンに線香を
- 閻魔さまさま
- にぎやかな地図
- よいやさのさっ！

他多数

### 著作
- トイレの花子さん（1995年6月 扶桑社文庫）- 松岡錠司と共著
- 脚本かになる方法（2000年1月 寺子屋ブックス）
- 仰げば尊し（2007年4月 壮神社）
- 警部補矢部謙三（2010年5月 角川文庫）- 高山直也、山岡真介と共著
- 小説 仮面ライダーゴースト 未来への記憶（2017年11月 講談社キャラクター文庫）

## 監督・演出作品
- コールMe「Baby Call」「AIKATA」「ある夜何処かで」
- 獣神伝説
- 少年隊ミュージカルPLAYZONE '99
- Dotoo!全作品